# بهتمال
بهتمال (به انگلیسی: Bhimtal) یک منطقهٔ مسکونی در هند است که در بخش نینیتال واقع شده‌است. بهتمال ۷٬۷۲۲ نفر جمعیت دارد و ۱٬۳۷۰ متر بالاتر از سطح دریا واقع شده‌است.